# Bahnhof Hohenstein (Nass)
Der Bahnhof Hohenstein (Nass) ist ein Bahnhof in Hohenstein in Hessen.
Der Bahnhof liegt am Streckenkilometer 30,1 der Aartalbahn (Bahnhof Diez–Wiesbaden Hbf). Eröffnet wurde er im Jahre 1894 gemeinsam mit dem so genannten mittleren Abschnitt der Aartalbahn. Neben dem Bahnhof Hohenstein (Nass) gab es in Hohenstein einen weiteren Haltepunkt am Streckenkilometer 28,35 namens Hohenstein-Breithardt.
Der Bahnhof war von Bedeutung aufgrund des Klinker-Transport im Güterverkehr, in naher Umgebung des Bahnhofs befand sich die Hohensteiner Klinkerfabrik welche über ein eigenes Anschlussgleis verfügte.

## Empfangsgebäude
Das Empfangsgebäude ist im Gegensatz zu den eingeschossigen Typenbahnhöfen der Strecke zweigeschossig im Stil gründerzeitlicher Landhausarchitektur. Helle Putzflächen stehen in Kontrast zu roten Sandsteingewänden und roten Ziegelsteinen der stockwerktrennenden Gesimse. Das Erdgeschoss ist in verputztem Backsteinmauerwerk ausgeführt. Tür- und Fensterstürze sind als Segmentbogenöffnungen gestaltet. Das Fachwerkobergeschoss ist ebenfalls verputzt, teilweise verschiefert und zeigt Fenstergewände aus Holz. Balkenköpfe und Streben des Dachüberstandes tragen Schnitzereien. Das Dach ist als Walmdach mit Quergiebel und Gauben gestaltet und mit Schiefer gedeckt. Die Aufschrift: „Hohenstein (Nass)“ unter den Fenstern des Obergeschosses ist Bestandteil des Denkmals Aartalbahn. Empfangsgebäude und Schuppen sind als Kulturdenkmal aus geschichtlichen Gründen in das Denkmalverzeichnis des Landes Hessen eingetragen.

## Unfall
Zwischen Breithardt und Hohenstein prallten am 22. Juli 1985 auf der eingleisigen Strecke in einer unübersichtlichen Kurve der Triebwagen ETA 515 574 und ein Güterzug frontal zusammen. Triebfahrzeugführer und Zugführer des Triebwagens kamen dabei ums Leben. Drei Eisenbahner auf der Güterzuglok 211 171 wurden schwer verletzt.

## Denkmalschutz und Touristikbahn
Am 28. August 1987 wurde der hessische Abschnitt der Aartalbahn aufgrund der einmaligen Trassierung und der sozialgeschichtlichen Bedeutung als Fürsten- und Bäderbahn komplett mit Bahnhofsgebäuden, Stellwerken, Gleisanlagen und technischen Einrichtungen (Signalen, Schranken etc.) unter Denkmalschutz gestellt. Zu dem geschützten Ensemble gehören auch Empfangsgebäude und Schuppen des Hohensteiner Bahnhofs.
Der Personen- und Güterverkehr in Richtung Wiesbaden wurden am 24. September 1983 eingestellt, der Verkehr von hier zum Bahnhof Diez am 1. Dezember 1992. Von 1994 bis November 2008 gab es Sonderfahrten der Nassauische Touristikbahn vom Bahnhof Wiesbaden-Dotzheim über Bad Schwalbach zum Bahnhof Hohenstein (Nass). Der Bahnverkehr musste nach der zweiten Kollision eines Lkw mit der Brücke Flachstraße, die nur 400 Meter vom Bahnhof Dotzheim entfernt ist, auf Dauer eingestellt werden, weil die Brücke nicht mehr instand gesetzt werden konnte und der Bau einer neuen Brücke mit einer größeren lichten Höhe auf sich warten ließ.